# Richmond Forson
Richmond Forson (ur. 23 maja 1980 w Aflao) – togijski piłkarz występujący na pozycji obrońcy.

## Kariera
Karierę zaczynał w FC Metz, później grał w amatorskich klubach: CS Louhans-Cuiseaux, Stade Luconnais, JA Le Poire-sur-Vie i AS Cherbourg. Od 2008 roku gra w Thouars Foot 79. Był testowany przez trenera Stephena Keshiego przed Pucharem Narodów Afryki, ale do Egiptu nie pojechał. Wrócił do niego Otto Pfister, który szukał napastnika i powołał Forsona z francuskiej ligi amatorskiej.
| Sezon   | Klub                 | Kraj    | Flaga   | Rozgrywki            | Mecze | Bramki |
| ------- | -------------------- | ------- | ------- | -------------------- | ----- | ------ |
| 1997/98 | FC Metz B            | Francja | Francja | CFA                  | 1     | 0      |
| 1998/99 | FC Metz B            | Francja | Francja | CFA                  | 2     | 0      |
| 1999/00 | FC Metz B            | Francja | Francja | CFA                  | 6     | 0      |
| 2000/01 | FC Metz B            | Francja | Francja | CFA                  | 14    | 1      |
| 2001/02 | CS Louhans-Cuiseaux  | Francja | Francja | Championnat National | 7     | 1      |
| 2002/03 | Stade Luconnais      | Francja | Francja | CFA 2                | 12    | 0      |
| 2003/04 | Stade Luconnais      | Francja | Francja | CFA 2                | 18    | 0      |
| 2004/05 | Stade Luconnais      | Francja | Francja | CFA 2                | 30    | 0      |
| 2005/06 | Vendée Poiré-sur-Vie | Francja | Francja | VI liga              | ?     | ?      |
| 2006/07 | AS Cherbourg         | Francja | Francja | Championnat National | 12    | 0      |
| 2007/08 | AS Cherbourg         | Francja | Francja | Championnat National | 10    | 0      |
| 2008/09 | Thouars Foot 79      | Francja | Francja | CFA 2                | 28    | 0      |
| 2009/10 | Thouars Foot 79      | Francja | Francja | CFA 2                | 17    | 0      |